# Llista de monuments del Rosselló
Llista de monuments del Rosselló registrats com a monuments històrics, bé catalogats d'interès nacional (classé) o bé inventariats d'interès regional (inscrit).
| Monument                                                             | Prot. | Època                     | Localització                                                     | Coordenades                                          | Codi?      | Imatge |
| -------------------------------------------------------------------- | ----- | ------------------------- | ---------------------------------------------------------------- | ---------------------------------------------------- | ---------- | --- |
| Castell de Pujols                                                    | Inv.  | XIII                      | Argelers                                                         | 42° 33′ 26″ N, 3° 01′ 36″ E / 42.557278°N,3.026722°E | PA00103948 | Castell de Pujols · Vegeu més fotos d'aquest monument · Carregueu una nova foto d'aquest monument                                                    |
| Dolmen de la Cova de l'Alarb                                         | Cat.  | Neolític                  | Argelers                                                         | 42° 31′ 31″ N, 3° 02′ 05″ E / 42.525322°N,3.034677°E | PA00103956 | Dolmen de la Cova de l'Alarb · Vegeu més fotos d'aquest monument · Carregueu una nova foto d'aquest monument                                         |
| Dolmen dels Collets de Cotlliure                                     | Cat.  | Neolític                  | Argelers                                                         | 42° 31′ 16″ N, 3° 01′ 59″ E / 42.521°N,3.033°E       | PA00103957 | Dolmen dels Collets de Cotlliure · Vegeu més fotos d'aquest monument · Carregueu una nova foto d'aquest monument                                     |
| Església de la Mare de Déu del Prat                                  | Inv.  | XIV                       | Argelers                                                         | 42° 32′ 47″ N, 3° 01′ 22″ E / 42.54625°N,3.022778°E  | PA00103958 | Església de la Mare de Déu del Prat · Vegeu més fotos d'aquest monument · Carregueu una nova foto d'aquest monument                                  |
| Església de Sant Ferriol de la Pava                                  | Inv.  | XI, XVIII                 | Argelers                                                         | 42° 31′ 17″ N, 2° 59′ 14″ E / 42.521518°N,2.987348°E | PA00104191 | Església de Sant Ferriol de la Pava · Vegeu més fotos d'aquest monument · Carregueu una nova foto d'aquest monument                                  |
| Sant Llorenç del Mont                                                | Cat.  | XI-XII                    | Argelers                                                         | 42° 31′ 17″ N, 3° 01′ 10″ E / 42.52125°N,3.019444°E  | PA00104190 | Sant Llorenç del Mont · Vegeu més fotos d'aquest monument · Carregueu una nova foto d'aquest monument                                                |
| Llogaret de Tatzó d'Avall                                            | Inv.  |                           | Argelers                                                         | 42° 34′ 06″ N, 3° 00′ 16″ E / 42.568346°N,3.004324°E | PA00103959 | Llogaret de Tatzó d'Avall · Vegeu més fotos d'aquest monument · Carregueu una nova foto d'aquest monument                                            |
| Església de Santa Maria                                              | Cat.  | XII, XIV, XVIII           | Baixàs                                                           | 42° 45′ 02″ N, 2° 48′ 30″ E / 42.750585°N,2.80842°E  | PA00103966 | Església de Santa Maria · Vegeu més fotos d'aquest monument · Carregueu una nova foto d'aquest monument                                              |
| Església de la Rectoria                                              | Inv.  | XII, XVIII                | Banyuls de la Marenda                                            | 42° 28′ 38″ N, 3° 07′ 29″ E / 42.477262°N,3.124749°E | PA00103967 | Església de la Rectoria · Vegeu més fotos d'aquest monument · Carregueu una nova foto d'aquest monument                                              |
| Cabana de pescador                                                   | Inv.  | XX                        | El Barcarès                                                      | 42° 47′ 46″ N, 3° 02′ 22″ E / 42.796198°N,3.039444°E | PA00132871 | Cabana de pescador · Vegeu més fotos d'aquest monument · Carregueu una nova foto d'aquest monument                                                   |
| Església de Santa Maria                                              | Cat.  | XII-XIII                  | Brullà                                                           | 42° 33′ 58″ N, 2° 54′ 14″ E / 42.565999°N,2.903923°E | PA00103973 | Església de Santa Maria · Vegeu més fotos d'aquest monument · Carregueu una nova foto d'aquest monument                                              |
| Església de Sant Sadurní                                             | Inv.  | XI, XVIII                 | Bula d'Amunt                                                     | 42° 34′ 45″ N, 2° 36′ 51″ E / 42.579086°N,2.614064°E | PA00103969 | Església de Sant Sadurní · Vegeu més fotos d'aquest monument · Carregueu una nova foto d'aquest monument                                             |
| Abadia de Serrabona                                                  | Cat.  |                           | Bula d'Amunt                                                     | 42° 36′ 06″ N, 2° 35′ 42″ E / 42.601552°N,2.595065°E | PA00103968 | Abadia de Serrabona · Vegeu més fotos d'aquest monument · Carregueu una nova foto d'aquest monument                                                  |
| Església de Sant Sulpici                                             | Cat.  | XII-XIII, XVII            | Bulaternera                                                      | 42° 38′ 55″ N, 2° 35′ 11″ E / 42.648528°N,2.586338°E | PA00104192 | Església de Sant Sulpici · Vegeu més fotos d'aquest monument · Carregueu una nova foto d'aquest monument                                             |
| Antic castell Mas de les Fonts i capella de Santa Maria de les Fonts | Inv.  | XII, XIV                  | Calce                                                            | 42° 44′ 24″ N, 2° 45′ 03″ E / 42.739882°N,2.750956°E | PA00125500 | Antic castell Mas de les Fonts i capella de Santa Maria de les Fonts · Vegeu més fotos d'aquest monument · Carregueu una nova foto d'aquest monument |
| Església de Sant Feliu                                               | Inv.  | XII                       | Calmella                                                         | 42° 33′ 07″ N, 2° 40′ 29″ E / 42.552046°N,2.674857°E | PA00103974 | Església de Sant Feliu · Vegeu més fotos d'aquest monument · Carregueu una nova foto d'aquest monument                                               |
| Dolmen de la Caixeta                                                 | Inv.  |                           | Cameles, ara Corbera la Cabana                                   | 42° 38′ 58″ N, 2° 40′ 55″ E / 42.649419°N,2.681851°E | PA00103975 | Carregueu una nova foto d'aquest monument |
| Església parroquial de Sant Fructuós                                 | Inv.  | XII, XIV, XVII            | Cameles                                                          | 42° 37′ 49″ N, 2° 41′ 01″ E / 42.630199°N,2.683742°E | PA00103976 | Església parroquial de Sant Fructuós · Vegeu més fotos d'aquest monument · Carregueu una nova foto d'aquest monument                                 |
| Ruïnes de l'antic castell                                            | Inv.  | XII, XIV, XVI, XVII       | Canet de Rosselló                                                | 42° 42′ 25″ N, 3° 00′ 31″ E / 42.706835°N,3.008562°E | PA00103978 | Ruïnes de l'antic castell · Vegeu més fotos d'aquest monument · Carregueu una nova foto d'aquest monument                                            |
| Església de Sant Quirc                                               | Inv.  | XI                        | Cànoes                                                           | 42° 39′ 07″ N, 2° 50′ 09″ E / 42.651935°N,2.835759°E | PA00103979 | Església de Sant Quirc · Vegeu més fotos d'aquest monument · Carregueu una nova foto d'aquest monument                                               |
| Ermita de la Mare de Déu de Pena                                     | Inv.  | 1530                      | Les Cases de Pena                                                | 42° 46′ 18″ N, 2° 46′ 51″ E / 42.771613°N,2.780849°E | PA00104194 | Ermita de la Mare de Déu de Pena · Vegeu més fotos d'aquest monument · Carregueu una nova foto d'aquest monument                                     |
| Església de Santa Maria del Mercadal                                 | Inv.  | XII                       | Castellnou dels Aspres                                           | 42° 37′ 17″ N, 2° 42′ 10″ E / 42.621323°N,2.702687°E | PA00103982 | Església de Santa Maria del Mercadal · Vegeu més fotos d'aquest monument · Carregueu una nova foto d'aquest monument                                 |
| Belvédère du Rayon Vert                                              | Inv.  | 1928-1932                 | Cervera de la Marenda                                            | 42° 26′ 38″ N, 3° 10′ 03″ E / 42.4439°N,3.1674°E     | PA00103988 | Belvédère du Rayon Vert · Vegeu més fotos d'aquest monument · Carregueu una nova foto d'aquest monument                                              |
| Dolmen de Coma Enestapera                                            | Cat.  | Neolític                  | Cervera de la Marenda                                            | 42° 27′ 06″ N, 3° 08′ 36″ E / 42.451778°N,3.143389°E | PA00103987 | Dolmen de Coma Enestapera · Vegeu més fotos d'aquest monument · Carregueu una nova foto d'aquest monument                                            |
| Castell de Corbera                                                   | Inv.  | X, XV                     | Corbera                                                          | 42° 39′ 02″ N, 2° 39′ 27″ E / 42.650468°N,2.657607°E | PA00104004 | Castell de Corbera · Vegeu més fotos d'aquest monument · Carregueu una nova foto d'aquest monument                                                   |
| Castell Reial de Cotlliure                                           | Cat.  |                           | Cotlliure                                                        | 42° 31′ 32″ N, 3° 05′ 04″ E / 42.525556°N,3.084583°E | PA00103998 | Castell Reial de Cotlliure · Vegeu més fotos d'aquest monument · Carregueu una nova foto d'aquest monument                                           |
| Creu del cementiri                                                   | Cat.  | XVI                       | Cotlliure Cementiri de Cotlliure                                 | 42° 31′ 31″ N, 3° 04′ 54″ E / 42.525241°N,3.081658°E | PA00103999 | Creu del cementiri · Vegeu més fotos d'aquest monument · Carregueu una nova foto d'aquest monument                                                   |
| Fort ''Dugommier'' de Cotlliure                                      | Inv.  | XIX                       | Cotlliure                                                        | 42° 30′ 50″ N, 3° 05′ 10″ E / 42.513885°N,3.086174°E | PA66000015 | Fort ''Dugommier'' de Cotlliure · Vegeu més fotos d'aquest monument · Carregueu una nova foto d'aquest monument                                      |
| Torre de Sant Elm                                                    | Inv.  | XVII                      | Cotlliure                                                        | 42° 31′ 07″ N, 3° 05′ 38″ E / 42.518659°N,3.093868°E | PA00104003 | Torre de Sant Elm · Vegeu més fotos d'aquest monument · Carregueu una nova foto d'aquest monument                                                    |
| Fort Carrat i Fort Rodon                                             | Cat.  | 1725                      | Cotlliure                                                        | 42° 31′ 52″ N, 3° 04′ 45″ E / 42.531204°N,3.079303°E | PA00104002 | Fort Carrat i Fort Rodon · Vegeu més fotos d'aquest monument · Carregueu una nova foto d'aquest monument                                             |
| Fortificació de l'Artilleria i muralles de Cotlliure                 | Inv.  |                           | Cotlliure                                                        | 42° 31′ 36″ N, 3° 05′ 05″ E / 42.526737°N,3.084745°E | PA00103997 | Fortificació de l'Artilleria i muralles de Cotlliure · Vegeu més fotos d'aquest monument · Carregueu una nova foto d'aquest monument                 |
| Església de Santa Maria i torre contigua amb rellotge                | Cat.  |                           | Cotlliure                                                        | 42° 31′ 39″ N, 3° 05′ 12″ E / 42.527439°N,3.086592°E | PA00104000 | Església de Santa Maria i torre contigua amb rellotge · Vegeu més fotos d'aquest monument · Carregueu una nova foto d'aquest monument                |
| Antiga església i convent de Sant Domènec                            | Cat.  | XIV                       | Cotlliure                                                        | 42° 31′ 25″ N, 3° 05′ 14″ E / 42.523567°N,3.087348°E | PA00104001 | Antiga església i convent de Sant Domènec · Vegeu més fotos d'aquest monument · Carregueu una nova foto d'aquest monument                            |
| Arc sobre carreró                                                    | Inv.  | XVI                       | Elna carrer Constantin                                           | 42° 35′ 58″ N, 2° 58′ 12″ E / 42.5995°N,2.97°E       | PA00104011 | Arc sobre carreró · Vegeu més fotos d'aquest monument · Carregueu una nova foto d'aquest monument                                                    |
| Immoble del carrer Sebastopol                                        | Inv.  | XIV                       | Elna carrer Sébastopol, 3                                        | 42° 35′ 58″ N, 2° 58′ 18″ E / 42.5995°N,2.9718°E     | PA00104013 | Immoble del carrer Sebastopol · Modifica el valor a Wikidata · Carregueu una nova foto d'aquest monument                                             |
| Porta de Balagué i muralla contigua                                  | Inv.  | XIV                       | Elna                                                             | 42° 35′ 54″ N, 2° 58′ 16″ E / 42.5983°N,2.971°E      | PA00104014 | Porta de Balagué i muralla contigua · Vegeu més fotos d'aquest monument · Carregueu una nova foto d'aquest monument                                  |
| Porta de Cotlliure                                                   | Inv.  |                           | Elna                                                             | 42° 35′ 56″ N, 2° 58′ 29″ E / 42.599°N,2.9748°E      | PA00104015 | Porta de Cotlliure · Vegeu més fotos d'aquest monument · Carregueu una nova foto d'aquest monument                                                   |
| Porta de Perpinyà                                                    | Inv.  | XV                        | Elna                                                             | 42° 36′ 03″ N, 2° 58′ 22″ E / 42.6007°N,2.9728°E     | PA00104016 | Porta de Perpinyà · Vegeu més fotos d'aquest monument · Carregueu una nova foto d'aquest monument                                                    |
| Església de Santa Eulàlia i el seu claustre                          | Cat.  |                           | Elna                                                             | 42° 35′ 57″ N, 2° 58′ 19″ E / 42.599167°N,2.971944°E | PA00104012 | Església de Santa Eulàlia i el seu claustre · Vegeu més fotos d'aquest monument · Carregueu una nova foto d'aquest monument                          |
| Antiga Maternitat Suïssa, antic castell d'en Bardou                  | Cat.  | 1900                      | Elna Ctra. de Montescot                                          | 42° 36′ 15″ N, 2° 57′ 19″ E / 42.6042°N,2.9552°E     | PA66000037 | Antiga Maternitat Suïssa, antic castell d'en Bardou · Vegeu més fotos d'aquest monument · Carregueu una nova foto d'aquest monument                  |
| Església de Santa Maria                                              | Cat.  | XII-XIII                  | Espirà de l'Aglí                                                 | 42° 46′ 43″ N, 2° 50′ 10″ E / 42.778512°N,2.835994°E | PA00104020 | Església de Santa Maria · Vegeu més fotos d'aquest monument · Carregueu una nova foto d'aquest monument                                              |
| Antic cementiri visigòtic                                            | Cat.  | V-VI                      | Estagell                                                         | 42° 46′ 03″ N, 2° 41′ 35″ E / 42.7675°N,2.69305°E    | PA00104022 | Carregueu una nova foto d'aquest monument |
| Església de Sant Esteve i Sant Vicenç                                | Inv.  | XII-XV                    | Estagell                                                         | 42° 46′ 23″ N, 2° 41′ 55″ E / 42.773087°N,2.698731°E | PA00104023 | Església de Sant Esteve i Sant Vicenç · Vegeu més fotos d'aquest monument · Carregueu una nova foto d'aquest monument                                |
| Porta fortificada                                                    | Inv.  | XIII-XIV                  | Forques plaça de l'Ajuntament                                    | 42° 34′ 54″ N, 2° 46′ 42″ E / 42.581742°N,2.778336°E | PA00104031 | Porta fortificada · Vegeu més fotos d'aquest monument · Carregueu una nova foto d'aquest monument                                                    |
| Vestigis de la capella de Sant Vicenç                                | Inv.  |                           | Forques                                                          | 42° 35′ 07″ N, 2° 47′ 14″ E / 42.585215°N,2.787094°E | PA00104030 | Vestigis de la capella de Sant Vicenç · Vegeu més fotos d'aquest monument · Carregueu una nova foto d'aquest monument                                |
| Capella del Carme                                                    | Cat.  | XVIII                     | Illa                                                             | 42° 40′ 20″ N, 2° 37′ 13″ E / 42.6722°N,2.6204°E     | PA00104036 | Capella del Carme · Vegeu més fotos d'aquest monument · Carregueu una nova foto d'aquest monument                                                    |
| Casa al carrer dels Enamorats                                        | Inv.  |                           | Illa carrer dels Enamorats, 4                                    | 42° 40′ 16″ N, 2° 37′ 08″ E / 42.6712°N,2.6188°E     | PA00104041 | Casa al carrer dels Enamorats · Vegeu més fotos d'aquest monument · Carregueu una nova foto d'aquest monument                                        |
| Creu del cementiri                                                   | Cat.  | XVI                       | Illa                                                             | 42° 40′ 20″ N, 2° 37′ 11″ E / 42.6722°N,2.6197°E     | PA00104035 | Creu del cementiri · Vegeu més fotos d'aquest monument · Carregueu una nova foto d'aquest monument                                                   |
| Antic Hospital de Sant Jaume                                         | Cat.  | XVII                      | Illa                                                             | 42° 40′ 22″ N, 2° 37′ 16″ E / 42.6728°N,2.6211°E     | PA00104039 | Antic Hospital de Sant Jaume · Vegeu més fotos d'aquest monument · Carregueu una nova foto d'aquest monument                                         |
| Hotel d'Ardena                                                       | Inv.  | XVII                      | Illa carrer del Jeu-de-Paume, 14                                 | 42° 40′ 14″ N, 2° 37′ 10″ E / 42.6705°N,2.6194°E     | PA00104040 | Hotel d'Ardena · Vegeu més fotos d'aquest monument · Carregueu una nova foto d'aquest monument                                                       |
| Antic monestir de Sant Climent de Reglella                           | Inv.  |                           | Illa                                                             | 42° 41′ 26″ N, 2° 37′ 48″ E / 42.6905°N,2.6299°E     | PA00125501 | Antic monestir de Sant Climent de Reglella · Vegeu més fotos d'aquest monument · Carregueu una nova foto d'aquest monument                           |
| Església parroquial de Sant Esteve                                   | Cat.  | 1667                      | Illa                                                             | 42° 40′ 20″ N, 2° 37′ 10″ E / 42.6721°N,2.6194°E     | PA00104037 | Església parroquial de Sant Esteve · Vegeu més fotos d'aquest monument · Carregueu una nova foto d'aquest monument                                   |
| Capella de Sant Maurici                                              | Inv.  |                           | Illa                                                             | 42° 38′ 53″ N, 2° 38′ 59″ E / 42.648°N,2.6497°E      | PA00104034 | Capella de Sant Maurici · Vegeu més fotos d'aquest monument · Carregueu una nova foto d'aquest monument                                              |
| Antiga capella de Sant Salvador de Casesnoves                        | Inv.  | XI                        | Illa                                                             | 42° 40′ 06″ N, 2° 35′ 46″ E / 42.668352°N,2.596223°E | PA00104033 | Antiga capella de Sant Salvador de Casesnoves · Vegeu més fotos d'aquest monument · Carregueu una nova foto d'aquest monument                        |
| Església de Santa Maria la Rodona                                    | Inv.  | XII-XV                    | Illa                                                             | 42° 40′ 23″ N, 2° 37′ 17″ E / 42.6731°N,2.6214°E     | PA00104038 | Església de Santa Maria la Rodona · Vegeu més fotos d'aquest monument · Carregueu una nova foto d'aquest monument                                    |
| Església parroquial de Santa Eulàlia                                 | Inv.  | XI, XII, XV, XVII         | Millars                                                          | 42° 41′ 31″ N, 2° 41′ 48″ E / 42.692011°N,2.696575°E | PA00104047 | Església parroquial de Santa Eulàlia · Vegeu més fotos d'aquest monument · Carregueu una nova foto d'aquest monument                                 |
| Església de Sant Sadurní                                             | Inv.  | XII                       | Montesquiu d'Albera                                              | 42° 31′ 13″ N, 2° 52′ 47″ E / 42.520269°N,2.879622°E | PA00104051 | Església de Sant Sadurní · Vegeu més fotos d'aquest monument · Carregueu una nova foto d'aquest monument                                             |
| Església de Sant Jaume                                               | Inv.  | XVIII                     | Montner                                                          | 42° 44′ 57″ N, 2° 40′ 34″ E / 42.749256°N,2.676235°E | PA00125503 | Església de Sant Jaume · Vegeu més fotos d'aquest monument · Carregueu una nova foto d'aquest monument                                               |
| Església de Sant Sadurní                                             | Cat.  | X-XI                      | Montoriol                                                        | 42° 34′ 21″ N, 2° 43′ 31″ E / 42.572481°N,2.725242°E | PA00104049 | Església de Sant Sadurní · Vegeu més fotos d'aquest monument · Carregueu una nova foto d'aquest monument                                             |
| Església parroquial de Sant Joan                                     | Inv.  | XII, XIV, XVIII           | Oms                                                              | 42° 32′ 37″ N, 2° 41′ 49″ E / 42.543531°N,2.696888°E | PA00104060 | Església parroquial de Sant Joan · Vegeu més fotos d'aquest monument · Carregueu una nova foto d'aquest monument                                     |
| Església parroquial de Santa Eugènia                                 | Inv.  |                           | Ortafà                                                           | 42° 34′ 51″ N, 2° 55′ 36″ E / 42.580817°N,2.9267°E   | PA00104061 | Església parroquial de Santa Eugènia · Vegeu més fotos d'aquest monument · Carregueu una nova foto d'aquest monument                                 |
| Priorat de Sant Esteve de Monestir del Camp                          | Cat.  | XI                        | Paçà                                                             | 42° 35′ 10″ N, 2° 49′ 28″ E / 42.586111°N,2.824444°E | PA00104063 | Priorat de Sant Esteve de Monestir del Camp · Vegeu més fotos d'aquest monument · Carregueu una nova foto d'aquest monument                          |
| Aqüeducte de les Arcades                                             | Cat.  | XII, XIV                  | Perpinyà                                                         | 42° 40′ 31″ N, 2° 53′ 12″ E / 42.675278°N,2.886667°E | PA00104064 | Aqüeducte de les Arcades · Vegeu més fotos d'aquest monument · Carregueu una nova foto d'aquest monument                                             |
| Antic magatzem Aux Dames de France                                   | Inv.  | 1905                      | Perpinyà                                                         | 42° 41′ 55″ N, 2° 53′ 18″ E / 42.698535°N,2.888324°E | PA66000007 | Antic magatzem Aux Dames de France · Vegeu més fotos d'aquest monument · Carregueu una nova foto d'aquest monument                                   |
| Capella de Nostra Senyora dels Àngels                                | Cat.  | XIII-XIV                  | Perpinyà carrer Maréchal-Foch, 40                                | 42° 41′ 47″ N, 2° 53′ 27″ E / 42.69625°N,2.890972°E  | PA00104068 | Capella de Nostra Senyora dels Àngels · Vegeu més fotos d'aquest monument · Carregueu una nova foto d'aquest monument                                |
| Casa al carrer del Teatre                                            | Cat.  |                           | Perpinyà carrer del Teatre, 7                                    | 42° 41′ 54″ N, 2° 53′ 48″ E / 42.698472°N,2.896722°E | PA00104084 | Casa al carrer del Teatre · Vegeu més fotos d'aquest monument · Carregueu una nova foto d'aquest monument                                            |
| Edifici del carrer dels Abeuradors                                   | Inv.  | XIV                       | Perpinyà carrer dels Abeuradors, 2                               | 42° 42′ 02″ N, 2° 53′ 45″ E / 42.700528°N,2.895833°E | PA66000011 | Edifici del carrer dels Abeuradors · Vegeu més fotos d'aquest monument · Carregueu una nova foto d'aquest monument                                   |
| Casa al carrer les fàbriques d'en Nebot                              | Inv.  |                           | Perpinyà les fàbriques d'en Nebot, 3                             | 42° 41′ 59″ N, 2° 53′ 38″ E / 42.699861°N,2.894°E    | PA00104081 | Casa al carrer les fàbriques d'en Nebot · Vegeu més fotos d'aquest monument · Carregueu una nova foto d'aquest monument                              |
| Casa de Bernat Xanxo                                                 | Cat.  | XVI                       | Perpinyà carrer de la Main-de-Fer, 8                             | 42° 41′ 56″ N, 2° 53′ 50″ E / 42.698972°N,2.897139°E | PA00104083 | Casa de Bernat Xanxo · Vegeu més fotos d'aquest monument · Carregueu una nova foto d'aquest monument                                                 |
| Casa de la ciutat                                                    | Cat.  |                           | Perpinyà carrer de la Llotja                                     | 42° 41′ 58″ N, 2° 53′ 41″ E / 42.699444°N,2.894722°E | PA00104079 | Casa de la ciutat · Vegeu més fotos d'aquest monument · Carregueu una nova foto d'aquest monument                                                    |
| Casa Julià                                                           | Cat.  | XV                        | Perpinyà carrer Fabriques-Nabot, 2                               | 42° 41′ 59″ N, 2° 53′ 39″ E / 42.699806°N,2.894111°E | PA00104082 | Casa Julià · Vegeu més fotos d'aquest monument · Carregueu una nova foto d'aquest monument                                                           |
| Casa Pams                                                            | Cat.  | XIX                       | Perpinyà carrer Emile-Zola, 18                                   | 42° 41′ 53″ N, 2° 53′ 54″ E / 42.697917°N,2.898333°E | PA00104077 | Casa Pams · Vegeu més fotos d'aquest monument · Carregueu una nova foto d'aquest monument                                                            |
| Caserna de Sant Jaume                                                | Inv.  | XVII                      | Perpinyà carrer de la Caserna de Sant Jaume; carrer Louis-Bausil | 42° 41′ 55″ N, 2° 54′ 06″ E / 42.69875°N,2.901528°E  | PA00104065 | Caserna de Sant Jaume · Vegeu més fotos d'aquest monument · Carregueu una nova foto d'aquest monument                                                |
| Castellet                                                            | Cat.  |                           | Perpinyà                                                         | 42° 42′ 02″ N, 2° 53′ 39″ E / 42.700611°N,2.894047°E | PA00104066 | Castellet · Vegeu més fotos d'aquest monument · Carregueu una nova foto d'aquest monument                                                            |
| Catedral de Perpinyà                                                 | Cat.  |                           | Perpinyà                                                         | 42° 42′ 02″ N, 2° 53′ 49″ E / 42.700556°N,2.896944°E | PA00104067 | Catedral de Perpinyà · Vegeu més fotos d'aquest monument · Carregueu una nova foto d'aquest monument                                                 |
| Cinema Castillet                                                     | Inv.  | 1911                      | Perpinyà Boulevard Wilson, 1                                     | 42° 42′ 05″ N, 2° 53′ 39″ E / 42.701389°N,2.89425°E  | PA66000004 | Cinema Castillet · Vegeu més fotos d'aquest monument · Carregueu una nova foto d'aquest monument                                                     |
| Convent de Sant Salvador Antiga sala capitular                       | Inv.  | XIII-XIV                  | Perpinyà                                                         | 42° 41′ 50″ N, 2° 53′ 56″ E / 42.697361°N,2.898889°E | PA66000005 | Convent de Sant SalvadorAntiga sala capitular · Vegeu més fotos d'aquest monument · Carregueu una nova foto d'aquest monument                        |
| Convent de Santa Clara                                               | Cat.  | XVI                       | Perpinyà Carrer Général Derroja                                  | 42° 41′ 47″ N, 2° 53′ 43″ E / 42.696389°N,2.895278°E | PA00104072 | Convent de Santa Clara · Vegeu més fotos d'aquest monument · Carregueu una nova foto d'aquest monument                                               |
| Església gòtica del Convent del Carme                                | Cat.  | XIV                       | Perpinyà Carrer dels Carmes                                      | 42° 41′ 47″ N, 2° 54′ 02″ E / 42.696389°N,2.900639°E | PA00104073 | Església gòtica del Convent del Carme · Vegeu més fotos d'aquest monument · Carregueu una nova foto d'aquest monument                                |
| Convent dels Dominicans                                              | Cat.  | XIV                       | Perpinyà carrer Rabelais, 8                                      | 42° 42′ 02″ N, 2° 53′ 56″ E / 42.700556°N,2.898889°E | PA00104070 | Convent dels Dominicans · Vegeu més fotos d'aquest monument · Carregueu una nova foto d'aquest monument                                              |
| Convent dels Mínims                                                  | Inv.  | XVI-XVII                  | Perpinyà                                                         | 42° 41′ 58″ N, 2° 54′ 02″ E / 42.699444°N,2.900556°E | PA00104071 | Convent dels Mínims · Vegeu més fotos d'aquest monument · Carregueu una nova foto d'aquest monument                                                  |
| Campo Santo i capella de Sant Joan Baptista                          | Cat.  |                           | Perpinyà                                                         | 42° 42′ 01″ N, 2° 53′ 51″ E / 42.700278°N,2.897444°E | PA00104089 | Campo Santo i capella de Sant Joan Baptista · Vegeu més fotos d'aquest monument · Carregueu una nova foto d'aquest monument                          |
| Hotel Saint Antoine Pedra a la façana interior                       | Inv.  |                           | Perpinyà carrer de la Revolució Francesa, 11                     | 42° 42′ 00″ N, 2° 53′ 52″ E / 42.699917°N,2.897667°E | PA00104078 | Hotel Saint AntoinePedra a la façana interior · Vegeu més fotos d'aquest monument · Carregueu una nova foto d'aquest monument                        |
| Llotja de Perpinyà                                                   | Cat.  |                           | Perpinyà Carrer de la Llotja                                     | 42° 41′ 59″ N, 2° 53′ 42″ E / 42.699678°N,2.894917°E | PA00104080 | Llotja de Perpinyà · Vegeu més fotos d'aquest monument · Carregueu una nova foto d'aquest monument                                                   |
| Museu de Perpinyà                                                    | Inv.  | XVI                       | Perpinyà carrer Font Nova, 12                                    | 42° 41′ 50″ N, 2° 53′ 59″ E / 42.697361°N,2.899722°E | PA00104085 | Museu de Perpinyà · Vegeu més fotos d'aquest monument · Carregueu una nova foto d'aquest monument                                                    |
| Palau de la Generalitat                                              | Cat.  |                           | Perpinyà                                                         | 42° 41′ 58″ N, 2° 53′ 40″ E / 42.699444°N,2.894444°E | PA00104087 | Palau de la Generalitat · Vegeu més fotos d'aquest monument · Carregueu una nova foto d'aquest monument                                              |
| Palau dels Reis de Mallorca                                          | Cat.  | XIII, XVII                | Perpinyà                                                         | 42° 41′ 38″ N, 2° 53′ 44″ E / 42.693889°N,2.895556°E | PA00104069 | Palau dels Reis de Mallorca · Vegeu més fotos d'aquest monument · Carregueu una nova foto d'aquest monument                                          |
| Pedra incrustada                                                     | Inv.  |                           | Perpinyà Cantonada carrer Font de na Pincarda i carrer Foy       | 42° 41′ 57″ N, 2° 53′ 53″ E / 42.699028°N,2.898056°E | PA00104088 | Pedra incrustada · Vegeu més fotos d'aquest monument · Carregueu una nova foto d'aquest monument                                                     |
| Ciutat iberollatina de Ruscino                                       | Inv.  | Edat del ferro, iberoromà | Perpinyà                                                         | 42° 42′ 43″ N, 2° 56′ 55″ E / 42.711806°N,2.948611°E | PA00104086 | Ciutat iberollatina de Ruscino · Vegeu més fotos d'aquest monument · Carregueu una nova foto d'aquest monument                                       |
| Església de Sant Jaume                                               | Cat.  | XIV-XVIII                 | Perpinyà                                                         | 42° 41′ 54″ N, 2° 54′ 10″ E / 42.698472°N,2.902639°E | PA00104075 | Església de Sant Jaume · Vegeu més fotos d'aquest monument · Carregueu una nova foto d'aquest monument                                               |
| Església de Sant Joan el Vell                                        | Cat.  | XI-XIII                   | Perpinyà Al nord de la Catedral                                  | 42° 42′ 03″ N, 2° 53′ 48″ E / 42.700722°N,2.89675°E  | PA00104076 | Església de Sant Joan el Vell · Vegeu més fotos d'aquest monument · Carregueu una nova foto d'aquest monument                                        |
| Església de Sant Mateu                                               | Inv.  | 1677, 1887                | Perpinyà carrer Gran de la Moneda                                | 42° 41′ 48″ N, 2° 53′ 35″ E / 42.696611°N,2.892972°E | PA66000014 | Església de Sant Mateu · Vegeu més fotos d'aquest monument · Carregueu una nova foto d'aquest monument                                               |
| Església de Santa Maria de la Real                                   | Cat.  | XIV, XVII-XIX             | Perpinyà                                                         | 42° 41′ 49″ N, 2° 53′ 51″ E / 42.696806°N,2.897444°E | PA00104074 | Església de Santa Maria de la Real · Vegeu més fotos d'aquest monument · Carregueu una nova foto d'aquest monument                                   |
| Antiga Universitat de Perpinyà                                       | Cat.  | 1760                      | Perpinyà carrer del Museu, 1                                     | 42° 41′ 53″ N, 2° 53′ 58″ E / 42.698056°N,2.899306°E | PA66000010 | Antiga Universitat de Perpinyà · Vegeu més fotos d'aquest monument · Carregueu una nova foto d'aquest monument                                       |
| Santa Maria de Castellrosselló                                       | Inv.  | Segles XI, XII            | Perpinyà Plaça de la Capella, Castellrosselló                    | 42° 42′ 39″ N, 2° 56′ 48″ E / 42.7109°N,2.9466°E     | PA66000038 | Santa Maria de Castellrosselló · Vegeu més fotos d'aquest monument · Carregueu una nova foto d'aquest monument                                       |
| Torre de Castellrosselló                                             | Inv.  | Segle XIII                | Perpinyà Camí de la Torre, Castellrosselló                       | 42° 42′ 40″ N, 2° 56′ 48″ E / 42.7112°N,2.9466°E     | PA66000039 | Torre de Castellrosselló · Vegeu més fotos d'aquest monument · Carregueu una nova foto d'aquest monument                                             |
| Església de Sant Martí                                               | Inv.  | XI-XII, XV                | Pollestres                                                       | 42° 38′ 15″ N, 2° 52′ 05″ E / 42.63757°N,2.868062°E  | PA00104093 | Església de Sant Martí · Vegeu més fotos d'aquest monument · Carregueu una nova foto d'aquest monument                                               |
| Fortí de Biarra                                                      | Inv.  | XVII                      | Portvendres                                                      | 42° 31′ 07″ N, 3° 06′ 54″ E / 42.5187°N,3.1149°E     | PA00104097 | Fortí de Biarra · Vegeu més fotos d'aquest monument · Carregueu una nova foto d'aquest monument                                                      |
| Fort de la Moresca                                                   | Inv.  | XIX                       | Portvendres                                                      | 42° 31′ 28″ N, 3° 06′ 34″ E / 42.524406°N,3.109524°E | PA00104188 | Fort de la Moresca · Vegeu més fotos d'aquest monument · Carregueu una nova foto d'aquest monument                                                   |
| Fortí de ''Mailly''                                                  | Inv.  | XVIII                     | Portvendres                                                      | 42° 31′ 12″ N, 3° 07′ 06″ E / 42.520032°N,3.118343°E | PA00104187 | Fortí de ''Mailly'' · Vegeu més fotos d'aquest monument · Carregueu una nova foto d'aquest monument                                                  |
| Fortí del Fanal                                                      | Inv.  | XVII                      | Portvendres                                                      | 42° 31′ 17″ N, 3° 06′ 49″ E / 42.5213°N,3.1137°E     | PA00104098 | Fortí del Fanal · Vegeu més fotos d'aquest monument · Carregueu una nova foto d'aquest monument                                                      |
| Monument als morts                                                   | Cat.  | 1923 Aristides Maillol    | Portvendres Plaça de l'Obelisc                                   | 42° 31′ 14″ N, 3° 06′ 26″ E / 42.520477°N,3.107183°E | PA00104186 | Monument als morts · Vegeu més fotos d'aquest monument · Carregueu una nova foto d'aquest monument                                                   |
| Plaça de l'Obelisc                                                   | Cat.  | XVIII                     | Portvendres                                                      | 42° 31′ 14″ N, 3° 06′ 25″ E / 42.520619°N,3.106901°E | PA00104096 | Plaça de l'Obelisc · Vegeu més fotos d'aquest monument · Carregueu una nova foto d'aquest monument                                                   |
| Far metàl·lic del moll                                               | Inv.  | 1885                      | Portvendres A l'extrem del moll del port                         | 42° 31′ 22″ N, 3° 07′ 03″ E / 42.522883°N,3.117559°E | PA66000035 | Far metàl·lic del moll · Vegeu més fotos d'aquest monument · Carregueu una nova foto d'aquest monument                                               |
| Far del cap de Biarra                                                | Cat.  | 1905                      | Portvendres Punta del Cap de Biarra                              | 42° 30′ 56″ N, 3° 08′ 12″ E / 42.515571°N,3.136692°E | PA66000034 | Far del cap de Biarra · Vegeu més fotos d'aquest monument · Carregueu una nova foto d'aquest monument                                                |
| Església de Sant Esteve de Prunet                                    | Cat.  | XI                        | Prunet i Bellpuig                                                | 42° 34′ 11″ N, 2° 38′ 50″ E / 42.569722°N,2.647222°E | PA66000016 | Església de Sant Esteve de Prunet · Modifica el valor a Wikidata · Carregueu una nova foto d'aquest monument                                         |
| Capella de la Trinitat de Bellpuig                                   | Cat.  | XII                       | Prunet i Bellpuig                                                | 42° 33′ 44″ N, 2° 37′ 31″ E / 42.562222°N,2.625278°E | PA00104104 | Capella de la Trinitat de Bellpuig · Vegeu més fotos d'aquest monument · Carregueu una nova foto d'aquest monument                                   |
| Camp de Ribesaltes o Camp Joffre                                     | Inv.  | XX                        | Ribesaltes i Salses                                              | 42° 48′ 00″ N, 2° 52′ 13″ E / 42.8°N,2.870272°E      | PA66000009 | Camp de Ribesaltes o Camp Joffre · Vegeu més fotos d'aquest monument · Carregueu una nova foto d'aquest monument                                     |
| Casa natal del mariscal Jofre                                        | Inv.  |                           | Ribesaltes                                                       | 42° 46′ 12″ N, 2° 52′ 26″ E / 42.77°N,2.874°E        | PA00104108 | Casa natal del mariscal Jofre · Vegeu més fotos d'aquest monument · Carregueu una nova foto d'aquest monument                                        |
| Església de Sant Esteve                                              | Inv.  | XI                        | Salelles                                                         | 42° 39′ 13″ N, 2° 57′ 16″ E / 42.653507°N,2.954362°E | PA00104128 | Església de Sant Esteve · Vegeu més fotos d'aquest monument · Carregueu una nova foto d'aquest monument                                              |
| Castell de Salses                                                    | Cat.  |                           | Salses                                                           | 42° 50′ 23″ N, 2° 55′ 06″ E / 42.839722°N,2.918333°E | PA00104129 | Castell de Salses · Vegeu més fotos d'aquest monument · Carregueu una nova foto d'aquest monument                                                    |
| Monestir de Sant Andreu de Sureda                                    | Cat.  |                           | Sant Andreu de Sureda                                            | 42° 33′ 09″ N, 2° 58′ 16″ E / 42.5525°N,2.971111°E   | PA00104111 | Monestir de Sant Andreu de Sureda · Vegeu més fotos d'aquest monument · Carregueu una nova foto d'aquest monument                                    |
| Capella de Sant Esteve de Vila-rasa                                  | Inv.  | XII                       | Sant Cebrià de Rosselló                                          | 42° 37′ 48″ N, 2° 59′ 44″ E / 42.629872°N,2.995604°E | PA00104193 | Capella de Sant Esteve de Vila-rasa · Vegeu més fotos d'aquest monument · Carregueu una nova foto d'aquest monument                                  |
| Església de Santa Maria                                              | Inv.  | XII                       | Sant Feliu d'Amunt                                               | 42° 41′ 16″ N, 2° 43′ 22″ E / 42.687869°N,2.722753°E | PA00104113 | Església de Santa Maria · Vegeu més fotos d'aquest monument · Carregueu una nova foto d'aquest monument                                              |
| Església de Sant Andreu                                              | Inv.  | XII                       | Sant Feliu d'Avall                                               | 42° 40′ 57″ N, 2° 44′ 14″ E / 42.682445°N,2.737269°E | PA00104114 | Església de Sant Andreu · Vegeu més fotos d'aquest monument · Carregueu una nova foto d'aquest monument                                              |
| Claustre del monestir de Sant Genís de Fontanes                      | Cat.  |                           | Sant Genís de Fontanes                                           | 42° 32′ 36″ N, 2° 55′ 19″ E / 42.543342°N,2.92202°E  | PA00104116 | Claustre del monestir de Sant Genís de Fontanes · Vegeu més fotos d'aquest monument · Carregueu una nova foto d'aquest monument                      |
| Església de Sant Genís de Fontanes                                   | Cat.  | XII                       | Sant Genís de Fontanes                                           | 42° 32′ 35″ N, 2° 55′ 19″ E / 42.543103°N,2.921938°E | PA00104117 | Església de Sant Genís de Fontanes · Vegeu més fotos d'aquest monument · Carregueu una nova foto d'aquest monument                                   |
| Capella de Santa Coloma de Cabanes                                   | Cat.  |                           | Sant Genís de Fontanes                                           | 42° 33′ 59″ N, 2° 55′ 28″ E / 42.566377°N,2.924543°E | PA00104115 | Capella de Santa Coloma de Cabanes · Vegeu més fotos d'aquest monument · Carregueu una nova foto d'aquest monument                                   |
| Castell de Sant Hipòlit de la Salanca                                | Inv.  | XVII                      | Sant Hipòlit de la Salanca                                       | 42° 47′ 05″ N, 2° 57′ 58″ E / 42.7848°N,2.966186°E   | PA00104120 | Castell de Sant Hipòlit de la Salanca · Vegeu més fotos d'aquest monument · Carregueu una nova foto d'aquest monument                                |
| Mil·liari romà                                                       | Cat.  | I                         | Sant Hipòlit de la Salanca                                       | 42° 47′ 05″ N, 2° 58′ 02″ E / 42.784614°N,2.967199°E | PA00104119 | Mil·liari romà · Carregueu una nova foto d'aquest monument                                                                                           |
| Dolmen del Mas d'en Peirot                                           | Inv.  | Neolític                  | Sant Miquel de Llotes                                            | 42° 38′ 33″ N, 2° 38′ 24″ E / 42.64258°N,2.63987°E   | PA00104124 | Carregueu una nova foto d'aquest monument |
| Església de Sant Miquel de Llotes                                    | Inv.  | XII, XVI                  | Sant Miquel de Llotes                                            | 42° 38′ 45″ N, 2° 37′ 27″ E / 42.645857°N,2.624297°E | PA00104125 | Església de Sant Miquel de Llotes · Vegeu més fotos d'aquest monument · Carregueu una nova foto d'aquest monument                                    |
| Santa Coloma de la Comanda                                           | Inv.  | XII                       | Santa Coloma de Tuïr                                             | 42° 36′ 53″ N, 2° 44′ 51″ E / 42.614771°N,2.747376°E | PA00104112 | Santa Coloma de la Comanda · Vegeu més fotos d'aquest monument · Carregueu una nova foto d'aquest monument                                           |
| Santa Maria la Mar                                                   | Cat.  | XII                       | Santa Maria la Mar                                               | 42° 43′ 38″ N, 3° 01′ 01″ E / 42.727192°N,3.016838°E | PA00104123 | Santa Maria la Mar · Vegeu més fotos d'aquest monument · Carregueu una nova foto d'aquest monument                                                   |
| Castell de Talteüll                                                  | Inv.  |                           | Talteüll                                                         | 42° 48′ 40″ N, 2° 44′ 48″ E / 42.811136°N,2.746738°E | PA00104140 | Castell de Talteüll · Vegeu més fotos d'aquest monument · Carregueu una nova foto d'aquest monument                                                  |
| Cova de l'Aragó                                                      | Cat.  | Paleolític inferior       | Talteüll                                                         | 42° 50′ 22″ N, 2° 45′ 18″ E / 42.839444°N,2.755°E    | PA00104141 | Cova de l'Aragó · Vegeu més fotos d'aquest monument · Carregueu una nova foto d'aquest monument                                                      |
| Torre del Far                                                        | Inv.  |                           | Talteüll                                                         | 42° 48′ 19″ N, 2° 45′ 43″ E / 42.805412°N,2.761838°E | PA00104142 | Torre del Far · Vegeu més fotos d'aquest monument · Carregueu una nova foto d'aquest monument                                                        |
| Capella de la Mare de Déu del Roure                                  | Inv.  | XII                       | Tellet                                                           | 42° 30′ 51″ N, 2° 41′ 45″ E / 42.514167°N,2.695833°E | PA66000017 | Capella de la Mare de Déu del Roure · Vegeu més fotos d'aquest monument · Carregueu una nova foto d'aquest monument                                  |
| Calvari de Toluges                                                   | Inv.  |                           | Toluges                                                          | 42° 40′ 17″ N, 2° 49′ 50″ E / 42.671308°N,2.830636°E | PA00104144 | Carregueu una nova foto d'aquest monument |
| Església de Santa Maria                                              | Cat.  |                           | Toluges                                                          | 42° 40′ 17″ N, 2° 49′ 50″ E / 42.671377°N,2.830589°E | PA00104143 | Església de Santa Maria · Vegeu més fotos d'aquest monument · Carregueu una nova foto d'aquest monument                                              |
| Vil·la Palauda                                                       | Inv.  | XIX                       | Tuïr                                                             | 42° 38′ 12″ N, 2° 45′ 33″ E / 42.636734°N,2.75918°E  | PA66000027 | Vil·la Palauda · Carregueu una nova foto d'aquest monument                                                                                           |
| Capella de Santa Maria del Vilar                                     | Cat.  | XII                       | Vilallonga dels Monts                                            | 42° 30′ 36″ N, 2° 54′ 19″ E / 42.51°N,2.905278°E     | PA00104175 | Capella de Santa Maria del Vilar · Vegeu més fotos d'aquest monument · Carregueu una nova foto d'aquest monument                                     |
| Capella de Sant Julià i Santa Basilissa                              | Cat.  | XIII                      | Vilanova de Raò                                                  | 42° 38′ 02″ N, 2° 55′ 18″ E / 42.633889°N,2.921667°E | PA00104176 | Capella de Sant Julià i Santa Basilissa · Vegeu més fotos d'aquest monument · Carregueu una nova foto d'aquest monument                              |
| Església de Santa Maria                                              | Cat.  |                           | El Voló                                                          | 42° 31′ 27″ N, 2° 50′ 05″ E / 42.5242°N,2.8348°E     | PA00103970 | Església de Santa Maria · Vegeu més fotos d'aquest monument · Carregueu una nova foto d'aquest monument                                              |